# Salah Bey
Salah Bey (em árabe: صالح باي), anteriormente Pascal, é uma comuna localizada na província de Sétif, Argélia. Sua população estimada em 2008 era de 27 175 habitantes.